# Harold Russell
Pour les articles homonymes, voir Russell.
Harold John Russell, né le 14 janvier 1914 à Sydney (Canada) et mort le 29 janvier 2002 à Needham (États-Unis), est un vétéran de la Seconde Guerre mondiale et un acteur canado-américain. Il est le seul acteur non professionnel avec Haing S. Ngor à remporter un Oscar, et le seul acteur à remporter deux Oscars pour le même rôle.

## Biographie

### Jeunesse et Seconde Guerre mondiale
Harold Russel naît le 14 janvier 1914 à Sydney en Nouvelle-Écosse. Il déménage à l'âge de 6 ans après la mort de son père. Il travaille dans une boucherie puis dans une épicerie jusqu'à l'attaque de Pearl Harbor par l'empire du Japon le 7 décembre 1941 et s'engage dans l'armée américaine le lendemain. Dans son autobiographie, il explique s’être engagé non pas par patriotisme, mais parce qu'il considérait sa vie comme un échec,.
Il devient d'abord instructeur au camp Mackall (en) en Caroline du Nord avec les parachutistes puis s'entraîne dès 1944 avec la 13e division aéroportée. Le 6 juin 1944, alors qu'il fait une démonstration, un fusible défectueux fait exploser une charge de TNT qu’il tenait entre ses mains et ses deux bras doivent être amputés. Au Walter Reed Army Medical Center, il préfère des crochets aux prothèses en plastique.

### Révélation au cinéma

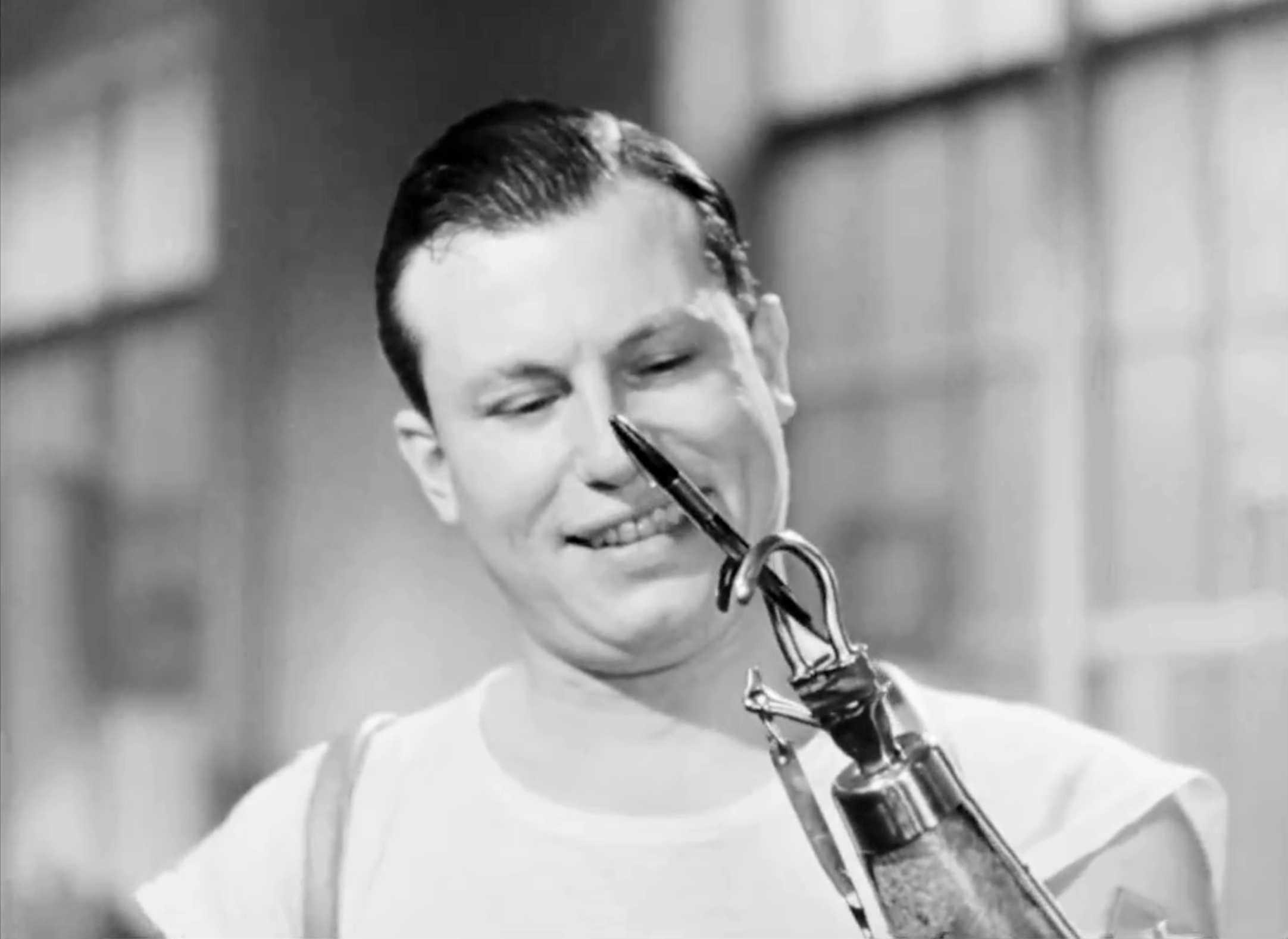
Harold Russell dans '.

Harold Russell maîtrise ses prothèses en seulement six semaines. Ses supérieurs dans l'armée, impressionnés, lui proposent de faire partie du documentaire Journal d'un sergent (en) en 1945. William Wyler le repère et lui propose de jouer dans son film Les Plus Belles Années de notre vie en 1946. Il y interprète Homer Parrish, un ancien quarterback qui a perdu ses bras dans le Pacifique alors qu'il était maître dans la marine. À l'origine, Homer Parrish devait souffrir d'une commotion cérébrale mais Wyler a réécrit le rôle après avoir engagé Russell, dont beaucoup d'éléments personnels sont incorporés au personnage.
Le film est sélectionné à plusieurs reprises lors de la 19e cérémonie des Oscars. L'Academy of Motion Picture Arts and Sciences décerne à Russell un Oscar d'honneur pour son rôle d'Homer Parrish pour son « aide et réconfort aux vétérans handicapés par le biais du cinéma ». Pour le même rôle, il gagne aussi l'Oscar du meilleur acteur dans un second rôle. Il devient le seul acteur à obtenir deux Oscars pour le même rôle.

### Après le cinéma

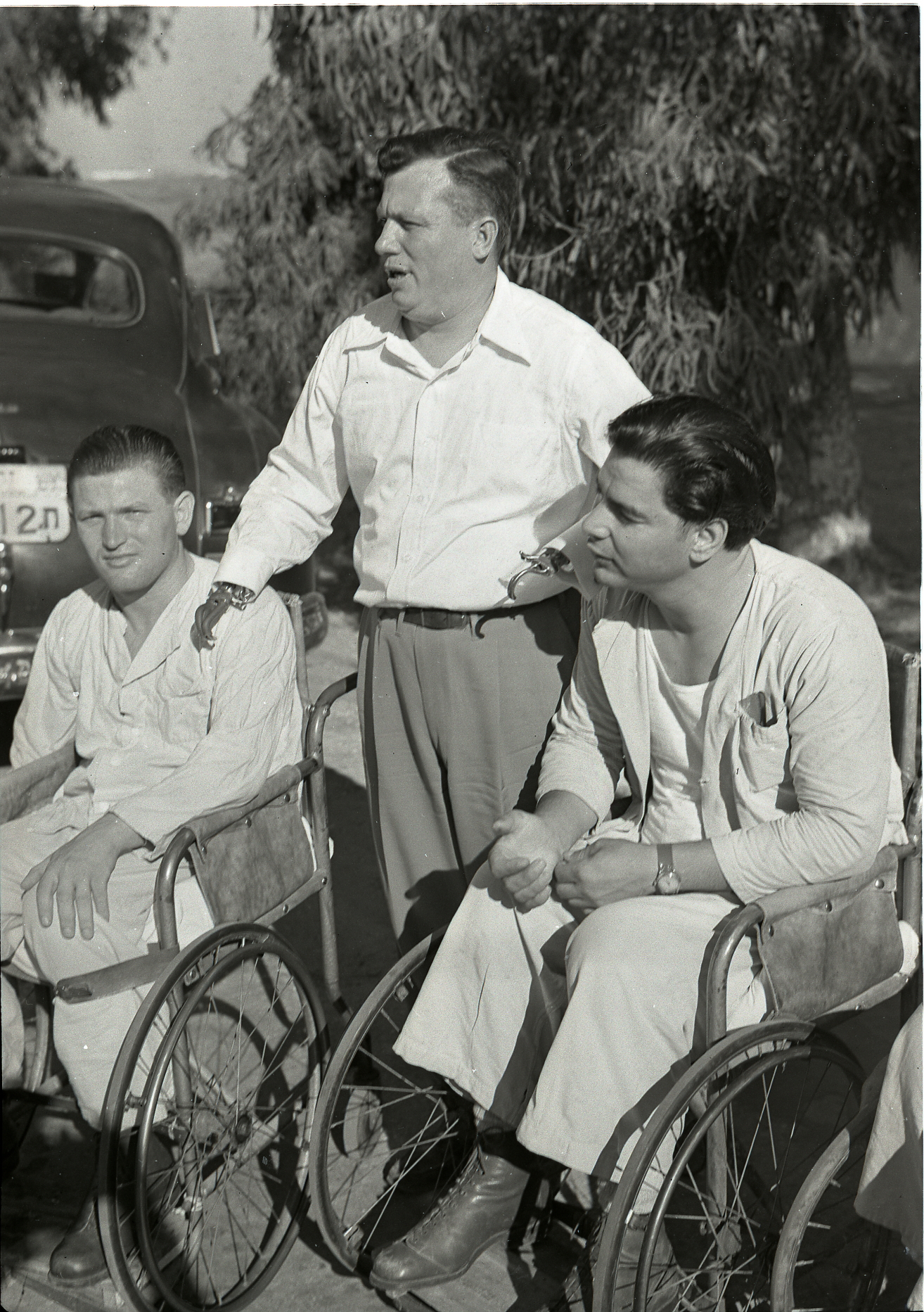
Harold Russell en 1959 lors d'une visite au Centre médical Chaim Sheba.

Après ce succès, Russell reprend ses études à l'université de Boston — arrêtées en raison du tournage du film — sur les conseils de Wyler. Il disparaît du cinéma, à l'exception de quelques caméos. En août 1960, il reçoit une étoile sur le Hollywood Walk of Fame. Il obtient son Bachelor of business administration en 1949.
Il utilise sa notoriété et se dévoue aux organisations pour les vétérans (en). Il est élu à la tête de l'AMVETS en 1950 puis en 1951 et en 1960. En même temps, il est vice-président de la branche monétaire de la Fédération mondiale des anciens combattants. Dans les années 1940, il est représentant de l'Anti-Defamation League fondée par la B'nai B'rith. En 1961, il est nommé vice-chef du Comité présidentiel pour l'emploi des personnes handicapées (en) par John F. Kennedy, puis chef par Lyndon B. Johnson en 1964 et par Richard Nixon.
En août 1992, il met en vente son Oscar pour son second rôle afin de payer les soins médicaux de sa femme. Karl Malden, président de l'Academy of Motion Picture Arts and Sciences, tente de l'en dissuader et lui offre 20 000 $, mais Russell vend son Oscar pour 60 500 $, allant à l'encontre d'une règle de 1951 interdisant aux acteurs oscarisés de vendre leur récompense. Russell a précisé qu'il ne vendrait pas son Oscar d'honneur.

### Vie privée
Il épouse en 1944 Rita Nixon, avec qui il a un fils adoptif et une fille. Son épouse meurt en 1978. Il se remarie en secondes noces avec Betty Marshalsea en 1981. Il meurt le 29 janvier 2002 d'une crise cardiaque dans son domicile à Needham au Massachusetts à l'âge de 88 ans.

## Filmographie
- 1945 : Journal d'un sergent (en)
- 1946 : Les Plus Belles Années de notre vie de William Wyler : Homer Parrish
- 1980 : Rendez-vous chez Max's de Richard Donner : Wings
- 1981 : Trapper John, M.D. (en) : Leo Hopkins
- 1989 : China Beach de John Sacret Young et William Broyles Jr.: Oncle Conal
- 1997 : Dogtown (en) de George Hickenlooper : William

## Distinctions
- 1947 : Oscar d'honneur pour Homer Parrish dans Les Plus Belles Années de notre vie.
- 1947 : Oscar du meilleur acteur dans un second rôle pour Homer Parrish dans Les Plus Belles Années de notre vie.
- 1960 : Hollywood Walk of Fame.